# Lochinver
Lochinver är en ort i Storbritannien.   Den ligger i kommunen Highland och riksdelen Skottland, i den norra delen av landet, 800 km norr om huvudstaden London. Lochinver ligger 5 meter över havet och antalet invånare är 639.
Terrängen runt Lochinver är platt åt nordväst, men åt sydost är den kuperad. Havet är nära Lochinver åt sydväst.Runt Lochinver är det mycket glesbefolkat, med 2 invånare per kvadratkilometer. Det finns inga andra samhällen i närheten. I omgivningarna runt Lochinver växer i huvudsak barrskog.